# Parachalciope benitensis
Parachalciope benitensis là một loài bướm đêm trong họ Noctuidae.